# Austrodromia furcaticauda
Austrodromia furcaticauda är en tvåvingeart som beskrevs av Collin 1933. Austrodromia furcaticauda ingår i släktet Austrodromia och familjen puckeldansflugor. Inga underarter finns listade i Catalogue of Life.